# Kort möte
Kort möte (engelska: Brief Encounter) är en brittisk romantisk dramafilm från 1945 i regi av David Lean, med manus av bland andra Noel Coward och Ronald Neame. I huvudrollerna ses Celia Johnson och Trevor Howard.
1999 placerade British Film Institute filmen på 2:a plats på sin lista över de 100 bästa brittiska filmerna genom tiderna. 

## Handling
Den gifta Laura (Celia Johnson) möter Alec Harvey (Trevor Howard) på järnvägsstationen dit hon pendlar varje torsdag och efter hand utvecklas deras bekantskap till passionerad förälskelse medan de samtalar eller går på bio. Laura frestas att vara otrogen mot sin man.

## Rollista
| Celia Johnson    | – Laura Jesson                              |
| Trevor Howard    | – Dr. Alec Harvey                           |
| Stanley Holloway | – Albert Godby                              |
| Joyce Carey      | – Myrtle Bagot                              |
| Cyril Raymond    | – Fred Jesson                               |
| Everley Gregg    | – Dolly Messiter                            |
| Marjorie Mars    | – Mary Norton                               |
| Margaret Barton  | – Beryl Walters, assistent på terummet      |
| Alfie Bass       | – Servitör på the Royal (ej krediterad)     |
| Wallace Bosco    | – Doktor vid Bobbies olycka (ej krediterad) |
| Sydney Bromley   | – Johnnie, andra soldat (ej krediterad)     |
| Valentine Dyall  | – Stephen Lynn, Alecs "vän" (ej krediterad) |
| Irene Handl      | – Cellist och organist (ej krediterad)      |

## Om filmen
Filmen utspelas till Sergej Rachmaninovs andra pianokonsert som bakgrundsmusik. Det är en återhållen men mycket uttrycksfull kärlekshistoria och 1940-talets största "snyftare". Vinnare av festivalens stora pris (föregångare till Guldpalmen) vid filmfestivalen i Cannes 1946.